# Aristotelia staticella
Aristotelia staticella — вид лускокрилих комах з родини виїмчастокрилі молі (Gelechiidae).

## Поширення
Вид поширений в Європі (зафіксований у Франції, Португалії, на Сардинії та в Україні).